# Browningieae
Die Browningieae sind eine Tribus in der Unterfamilie Cactoideae aus der Familie der Kakteengewächse.

## Beschreibung
Browningieae sind große baumähnlich oder strauchig wachsende Pflanzen. Ihre säulenförmigen Triebe sind gegliedert oder nicht gegliedert. Die Rippen sind für gewöhnlich stark bedornt. Die an der Seite erscheinenden mittelgroßen bis großen Blüten öffnen sich normalerweise in der Nacht. Ihr Perikarpell weist dachziegelartige Schuppen auf. Die Areolen tragen Dornen oder Borsten. Die fleischigen Früchte sind nicht aufplatzend, schuppig, bedornt oder kahl. Die mittelgroßen bis großen Samen sind häufig runzelig. Hilum und Mikropyle der Samen sind miteinander verschmolzen, ein Anhängsel fehlt und eine schleimige Umhüllung ist manchmal vorhanden.

## Systematik und Verbreitung
Die Tribus Browningieae ist im südamerikanischen Gebiet der Anden und auf den Galápagos-Inseln verbreitet. Sie wurde 1966 von Franz Buxbaum aufgestellt.
Zur Tribus gehören die folgenden Gattungen:
- Armatocereus Backeb.
- Brachycereus Britton & Rose
  - Brachycereus nesioticus (K.Schum. ex B.L.Rob.) Backeb.
- Browningia Britton & Rose
- Jasminocereus Britton & Rose
  - Jasminocereus thouarsii (F.A.C.Weber) Backeb.
- Neoraimondia Britton & Rose
- Stetsonia Britton & Rose
  - Stetsonia coryne (C.F.Först.) Britton & Rose

## Nachweise

## Weiterführende Literatur
- W. L. Applequist, R. S. Wallace: Deletions in the plastid trn T– trn L intergenic spacer define clades within Cactaceae subfamily Cactoideae. In: Plant Systematics and Evolution. Band 231, Nr. 1–4, Springer Wien März 2002 doi:10.1007/s006060200017